# Bandera miniatura

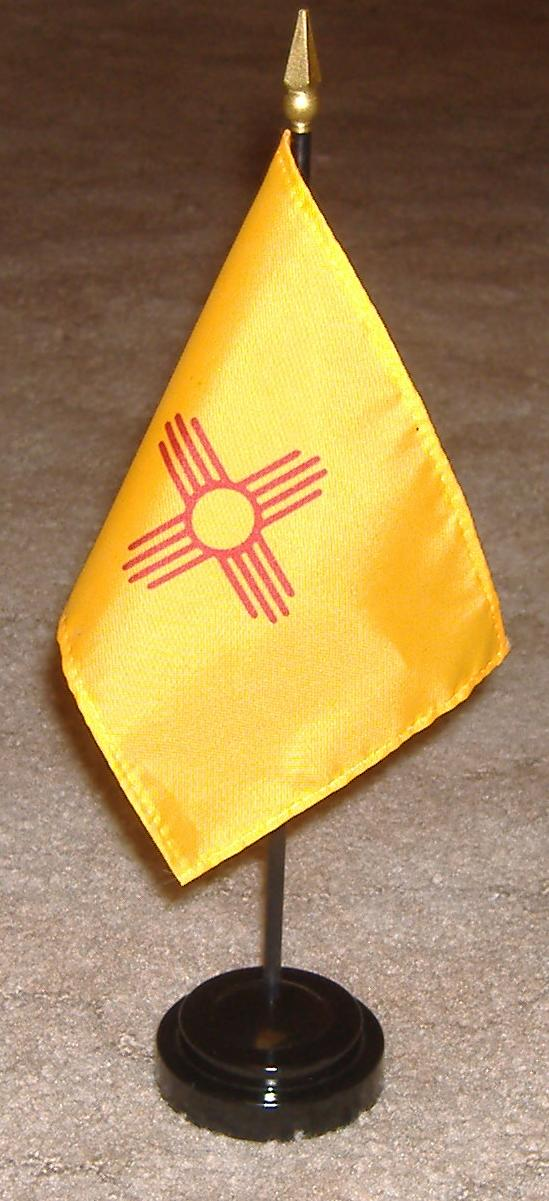
Bandera miniatura de Nuevo México con su respectiva base.

Una bandera miniatura o bandera de mesa es una bandera pequeña en un asta con peana. Las banderas miniatura se encuentran generalmente como banderas de 4 por 6 pulgadas (~10,15 x ~15.25 cm) sujetas con grapas sobre un asta plástico de aproximadamente 10 pulgadas (25,4 cm), y tienen generalmente un coronamiento en forma de moharra. Las hay también de otros materiales y adornos. Hay peanas especiales que se hacen y venden exclusivamente para estas banderas de 4 x 6 pulgadas.

## Peanas
La mayoría de las peanas para banderas miniatura se colorean negras, blancas o doradas y se hacen de plástico o madera. Son de forma redonda, y se pueden solicitar con casi cualquier número de agujeros, generalmente de 1 a 12. Algunas peanas se hacen también para colecciones extremadamente grandes, con 50 o 100 agujeros inclusive. Otras peanas ampliamente utilizadas son media esfera de styrofoam, y bloques de madera con agujeros de 3/16 pulgada (0,47 cm) perforados en ellos.
- Datos: Q541772